# Cetiosaurus
Cetiosaurus is een geslacht van uitgestorven plantenetende sauropode dinosauriërs, behorend tot de Eusauropoda, dat tijdens het Midden-Jura, het Bathonien, leefde in het gebied van het huidige Europa.
Cetiosaurus is een van de eerste dinosauriërs die ontdekt is. Fossielen van het geslacht werden al in het begin van de negentiende eeuw in Engeland gevonden. In 1842 kreeg het geslacht zijn naam, die zoiets als 'zeemonstersauriër' of 'walvishagedis' betekent. Men begreep namelijk niet dat het een dinosauriër was en dacht dat het om een reusachtige in de zee levende krokodil ging. Pas rond 1860 werd het duidelijk dat het een op het land levende sauropode betrof.
In de late negentiende eeuw was het gewoonte om allerlei vondsten van Sauropoda in dit geslacht onder te brengen. Binnen Cetiosaurus zijn zo in totaal achttien soorten benoemd. De meeste daarvan worden tegenwoordig bij andere geslachten ondergebracht of zijn gebaseerd op zulke slechte resten dat niemand precies weet om wat voor dieren het gaat. Dat laatste geldt ook voor de oorspronkelijke typesoort van het geslacht, Cetiosaurus medius. Daarom werd voorgesteld om van de enige soort waarvan wel goede fossielen bekend zijn, de in 1869 ontdekte Cetiosaurus oxoniensis, officieel de vervangende typesoort te maken. De ICZN besloot in 2014 deze verandering inderdaad door te voeren. Van C. oxoniensis zijn enkele gedeeltelijke skeletten gevonden zodat van de bouw, op de nog onbekende schedel na, een redelijk goed beeld bestaat.
Cetiosaurus oxoniensis werd ongeveer zestien meter lang en elf ton zwaar. Net als alle sauropoden had hij een lange nek en staart en liep op vier poten. Zijn nek was niet heel langgerekt maar de voorpoten waren wel vrij hoog. Die combinatie wijst erop dat hij zowel van de grond als van lagere boomtakken at. C. oxoniensis leefde 167 miljoen jaar geleden, ver voor de meeste bekende sauropoden, en zijn botten zijn nog niet zo sterk uitgehold als bij latere soorten van die groep.

## Naamgeving

### Owen benoemtCetiosaurus
De eerste overblijfselen van wat later Cetiosaurus zou worden genoemd, werden gevonden bij Chipping Norton. John Kingdon deed er in 1825 verslag van in een brief aan de Geological Society (gelezen in de bijeenkomst van 3 juni). Verschillende paleontologen dachten dat de gevonden resten, bestaande uit wervels en beenderen van de ledematen, van een walvis waren. Toen het materiaal onder de aandacht kwam van de paleontoloog Richard Owen, dacht die echter dat de gevonden botten van een onbekend in het water levend reptiel kwamen, een gigantisch roofdier dat gezien zijn 'alles overstijgende omvang en sterkte' geschapen was om de krokodillen en Plesiosauria van zijn tijd in te tomen. Owen benoemde het geslacht in 1841 als Cetiosaurus wat als 'walvis-hagedis' vertaald kan worden. De naam is afgeleid van het Oudgrieks κήτειος, kèteios, 'zeemonster'. Hoewel hij in dezelfde tijd (1842) de groep Dinosauria creëerde, had hij niet in de gaten dat Cetiosaurus een dinosauriër was.

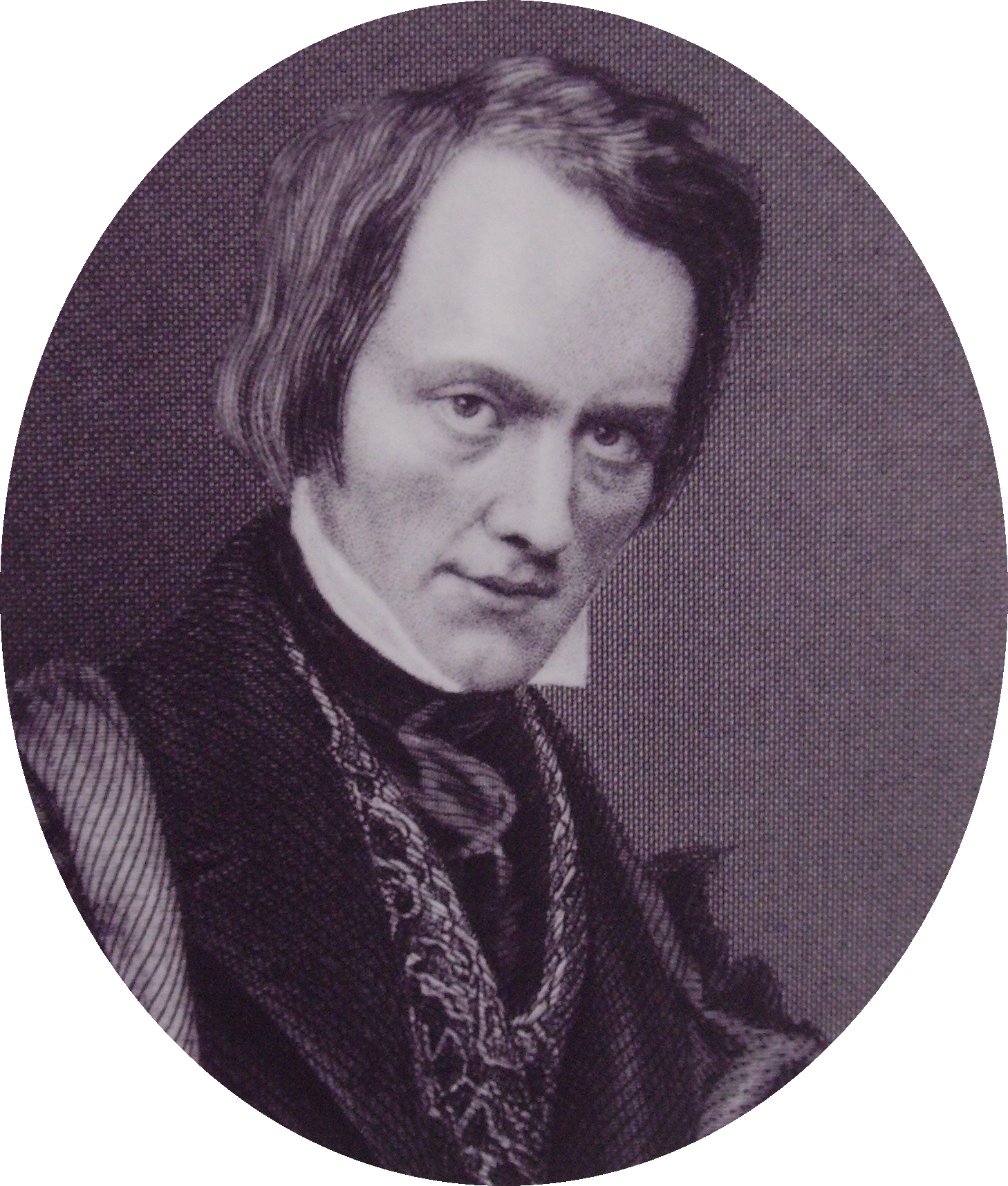
Owen gaf zeven soorten van Cetiosaurus hun naam

In 1842 benoemde Owen twee soorten: Cetiosaurus hypoolithicus en Cetiosaurus epioolithicus. De soortaanduidingen weerspiegelen of de vondsten onder (hypo) of boven (epi) de zogenaamde oölitische lagen gedaan waren. De eerste soort was gebaseerd op het materiaal van Kingdon; de tweede soort op wervels en middenhandsbeenderen gevonden bij White Nab in Yorkshire. In de publicatie worden beide namen los van een beschrijving genoemd en in 2003 concludeerden Upchurch & Martin dat het nomina nuda zijn. De namen zijn nooit in gebruik geraakt omdat er kort daarop een nieuwe publicatie van Owen verscheen, waarin hij het geslacht opnieuw, nu veel uitgebreider, besprak, en nieuwe namen gaf. Hierin benoemde hij Cetiosaurus brevis, 'de korte', (van de Wealden strata, Isle of Wight, uit de collectie van William Devonshire Saull, en de Hastings Beds van Cuckfield), Cetiosaurus brachyurus, 'de kortstaart', (van de Wealdenformatie by Tetham, Kent), Cetiosaurus medius, 'de middelgrote', (van de oölitische strata onder de Wealden, bij Chipping Norton) en Cetiosaurus longus, 'de lange', (uit de Portland stone, collectie William Buckland, en uit de Yorkshire oöliet bij White Nab, Yorkshire).
Volgens Upchurch & Martin behoort het materiaal dat geassocieerd is met de naam Cetiosaurus brevis, voornamelijk wervels, vrijwel allemaal tot het geslacht Iguanodon. Dit was in 1849 ook al opgemerkt door Melville, die het weinige materiaal dat wél van een sauropode dinosauriër is, al apart als Cetiosaurus conybeari benoemde. Dit is daarmee echter een jonger objectief synoniem van C. brevis. Upchurch & Martin denken dat dit materiaal resten betreft van een lid van de Brachiosauridae of in ruimere zin van de Titanosauriformes en dus niet van Cetiosaurus. Mede op ditzelfde materiaal werd in 1850 door Gideon Mantell de soort Pelorosaurus conybearei gebaseerd, die daarmee ook een jonger synoniem is van C. brevis. Het zeer schaarse materiaal dat is geassocieerd met de naam C. brachyurus, losse wervellichamen die niet meer te lokaliseren zijn in de moderne collecties, hoort volgens hen ook toe aan een Iguanodon. Het deel dat Upchurch & Martin konden terugvinden van het materiaal waarmee de naam C. longus is geassocieerd, is volgens hen hetzelfde als waarop C. epiooliticus was gebaseerd. Vanwege het gebrek aan diagnostische kenmerken, beschouwden ze deze naam als nomen dubium, hoewel ze niet uitsluiten dat het materiaal tot Cetiosaurus behoort. In 1990 werd het door John McIntosh hernoemd tot een Cetiosauriscus longus. De enige naam waarmee wel veel materiaal van een Cetiosaurus geassocieerd is, is Cetiosaurus medius. Owen zelf schreef al dat het materiaal waarop hij de naam baseerde afkomstig was van verschillende plaatsen (Chipping Norton, Buckingham, Blisworth, Stratford-upon-Avon) en Upchurch & Martin laten zien dat zelfs het materiaal van de belangrijkste collectie, die van John Kingdon, uit Chipping Norton, van verschillende locaties bij elkaar is gebracht. Dat maakt het lastig om te beoordelen of het materiaal wel tot dezelfde soort behoort. Het typemateriaal bestaat uit elf losse staartwervels, specimina OUMNH J13693–13703, een partij sacrale ribben met een middenvoetsbeen (OUMNH J13704–13712), een middenhandsbeen (OUMNH J13748) en een klauw (OUMNH J13721). Daarnaast werden verschillende andere fossielen door Owen aan C. medius toegewezen.

### De vondsten door Phillips

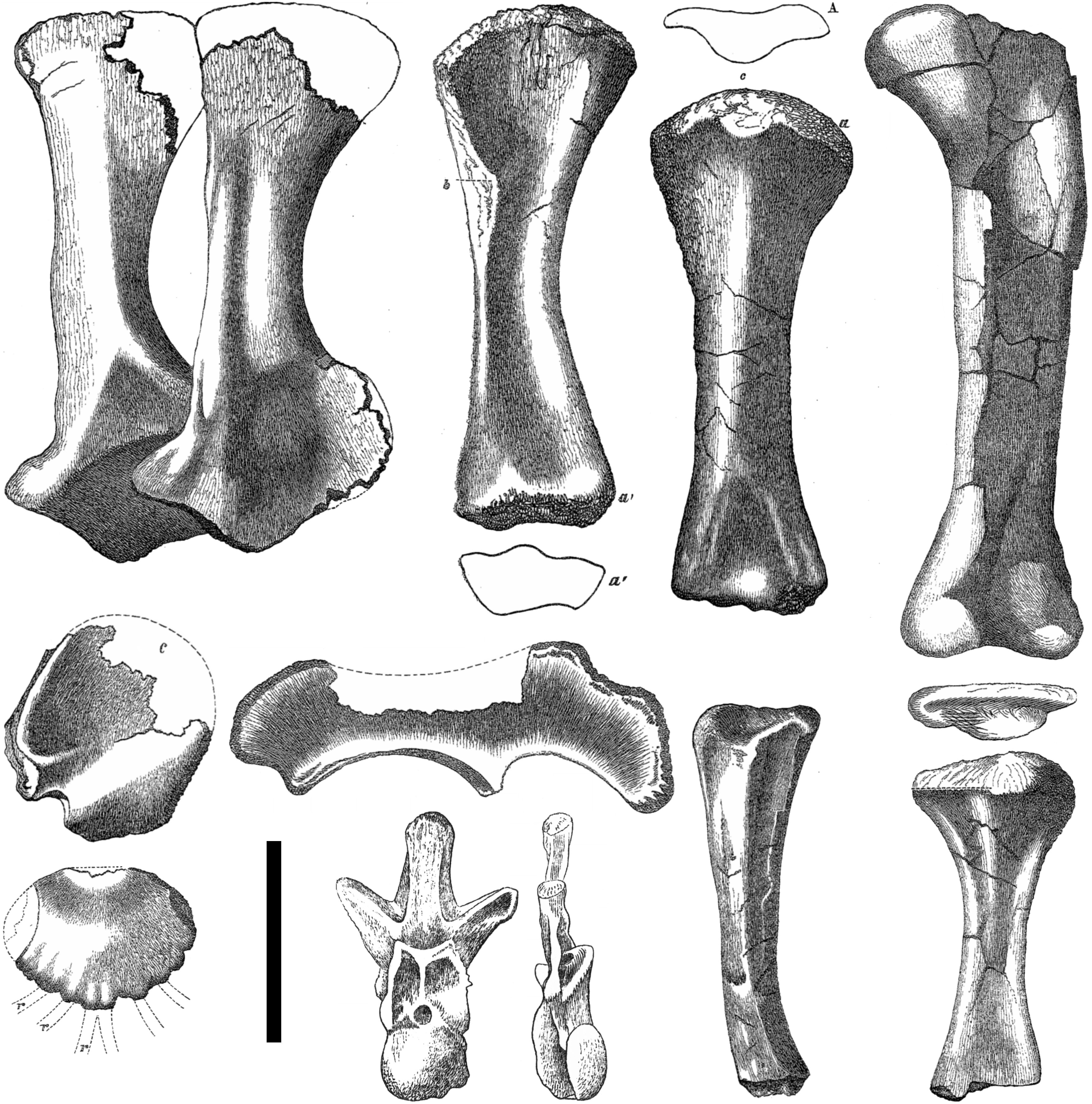
Resten van C. oxoniensis. Bovenaan het schouderblad, opperarmbeen en dijbeen. Onderaan het ravenbeksbeen, darmbeen, de ellepijp en een scheenbeen, met een ruggenwervel

In 1870 publiceerde Thomas Henry Huxley een brief van John Phillips, waarin deze de naam Cetiosaurus giganteus aan Owen toeschreef. Het zou gaan om een linkerdijbeen, gevonden in de Gibraltar quarry bij Bletchingdon Station, en dat nu nog bewaard is als specimen OUMNH J13617. Aangezien de brief geen beschrijving bevatte en een descriptie verder ook niet van Owen bekend is, beschouwen Upchurch & Martin de naam als een nomen nudum. In 1871 werd Cetiosaurus oxoniensis beschreven door John Phillips (als Ceteosaurus Oxoniensis), samen met C. glymptonensis. De soortaanduiding oxoniensis is afgeleid van de Latijnse naam voor Oxford: Oxonia; glymptonensis verwijst naar Glympton. Phillips had tussen maart 1869 en juni 1870 opgravingen verricht bij Bletchingdon nadat arbeiders in een steengroeve in maart 1868 het rechterdijbeen van een sauropode gevonden hadden.
C. glymptonensis, gebaseerd op een reeks afwijkend lange wervellichamen uit de staart, specimina OUMNH J13750–13758, beschouwden Upchurch & Martin als een andere soort dan C. oxoniensis, mogelijk zelfs een ander geslacht, een lid van de Diplodocoidea. De hernoeming door McIntosh in 1990 tot een Cetiosauriscus glymptonensis wezen ze af. Het materiaal dat Phillips associeerde met de naam C. oxoniensis bestaat voor een deel uit fossiele resten die ook door Owen werden genoemd in zijn beschrijving van C. medius, en verder noemde Phillips drie recenter gevonden, completere skeletten, uit de buurt van Bletchingdon. Deze betroffen een vrij compleet groter dier, waarvan de resten nu de inventarisnummers OUMNH J13605–13613, J13615–16, J13619–J13688 en J13899 dragen; een middelgroot skelet waarvan alleen wat beenderen uit ledematen over zijn (OUMNH J13614) en een skelet van een veel kleiner individu waarvan een schouderblad en een achterpoot bewaard zijn (OUMNNH J13617–8, J13780–1). Deze vondsten zijn gedaan in de Forest Marble die dateert uit het Bathonien. In 2003 kozen Upchurch & Martin het grootste en meest volledige skelet als het lectotype; het is daarmee dus het typespecimen van C. oxoniensis. In dezelfde publicatie gaven ze daarvan de eerste uitgebreide moderne beschrijving. Ook wezen ze een op 19 juni 1968 bij Great Casterton nabij Rutland gevonden skelet van veertien à vijftien meter lengte, specimen LCM G468.1968, aan C. oxoniensis toe. Dit vult het oudere materiaal in verschillende elementen aan, vooral uit de nek. Dit exemplaar is het meest complete dat in het Verenigd Koninkrijk ooit van een sauropode is gevonden.

### Later benoemde soorten
In 1874 benoemde John Whitaker Hulke een Cetiosaurus humerocristatus, met een kam op het opperarmbeen, voor een opperarmbeen dat jaar door R.I. Smith gevonden bij Sandsfoot nabij Weymouth in Dorset, specimen BMNH 44635. In 2010 kreeg dit het eigen geslacht Duriatitan. In 1905 hernoemde Arthur Smith Woodward Ornithopsis leedsii Hulke 1887 tot een Cetiosaurus leedsi. Upchurch & Martin beschouwen de resten waarop O. leedsii oorspronkelijk gebaseerd was als niet-diagnostisch en C. leedsi daarmee als een nomen dubium. In 1970 hernoemde Rodney Steel Cardiodon Owen 1841, gebaseerd op een later kwijtgeraakte tand, tot een Cetiosaurus rugulosus, 'de gerimpelde'. Omdat zij mogelijk prioriteit heeft, zou dit als consequentie kunnen hebben dat het geslacht Cetiosaurus de naam Cardiodon zou moeten krijgen. Upchurch & Martin meenden echter dat er geen aantoonbaar verband is tussen de tand en andere onder de naam Cetiosaurus beschreven resten en dat hij in ieder geval in vorm afwijkt van een ooit aan C. oxoniensis toegewezen tand, specimen OUMNH J13597. De naam Cetiosaurus rugulosus wezen ze daarom af.
Behalve de dertien soorten gebaseerd op Brits materiaal, zijn er ook nog drie soorten gecreëerd door Franse onderzoekers. In 1874 benoemde Henri-Émile Sauvage een Cetiosaurus rigauxi op basis van een losse wervel door Edouard Edmond Joseph Rigaux gevonden bij Le Portel direct ten westen van Boulogne-sur-Mer, in lagen die dateren uit het Tithonien. In 1903 kwam hij echter tot de conclusie dat het een bot van een pliosauride betrof. In 1880 benoemde Sauvage nog een soort: Cetiosaurus philippsi. De laatste soort heeft weinig aandacht gekregen van moderne onderzoekers en haar status is onzeker. In 1955 benoemde Albert-Félix de Lapparent een Cetiosaurus mogrebiensis op basis van drie skeletten gevonden in Marokko uit de El Mers-formatie die dateert uit het Bathonien. De soortaanduiding verwijst naar de Maghreb. Upchurch en Martin zien het taxon als geldig maar niet behorend tot Cetiosaurus. In 2011 wezen Eric Buffetaut e.a. een chevron gevonden in de Franse Ardennen, specimen A775, toe aan een Cetiosaurus sp.
Er is ook een Cetiosaurussoort gebaseerd op Zwitsers materiaal: in 1932 hernoemde Friedrich von Huene Ornithopsis greppini Huene 1922 tot een Cetiosaurus greppini. De soort wordt meestal als een nomen dubium beschouwd.

### Wat is de typesoort vanCetiosaurus?

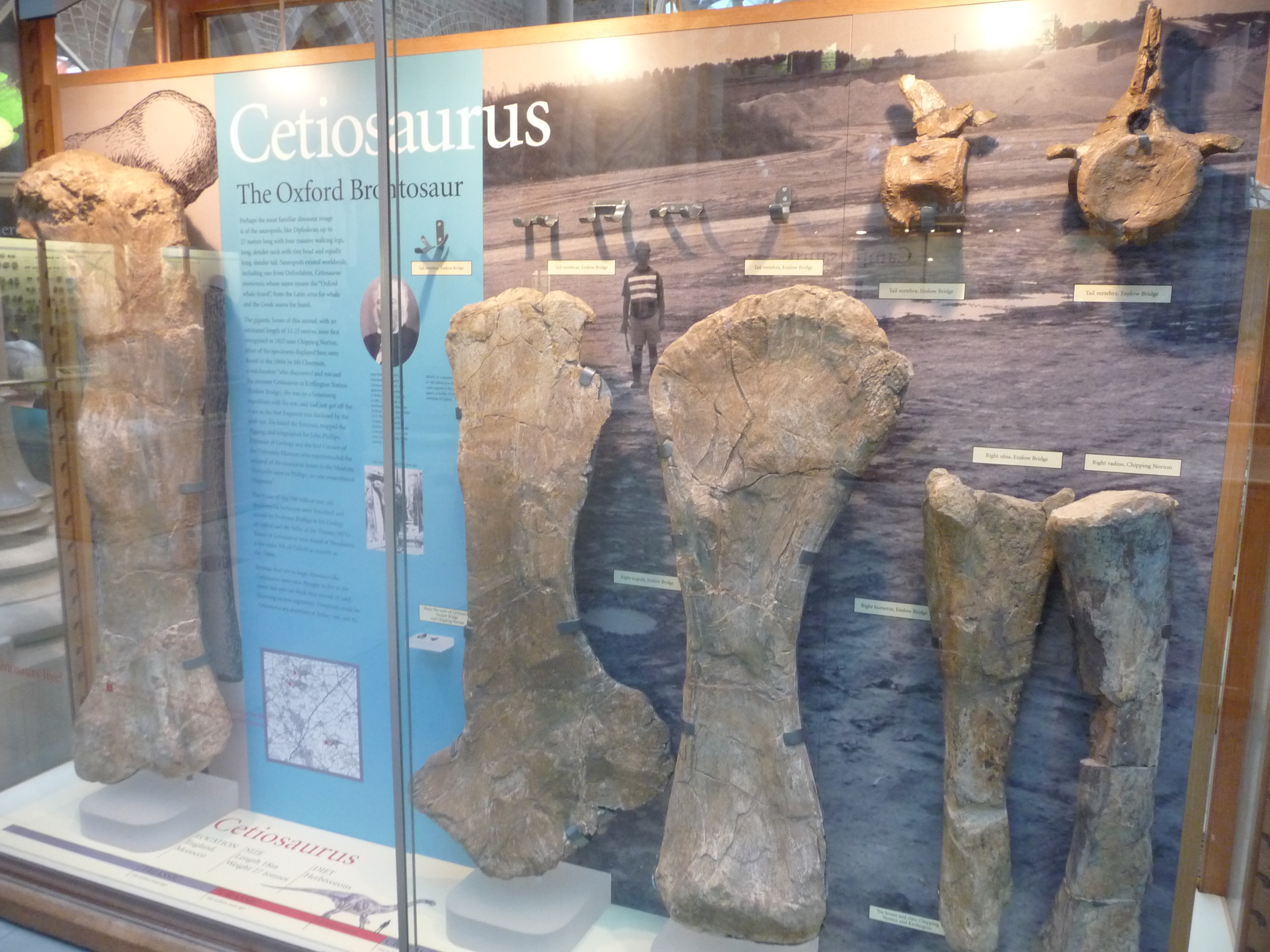
Omdat haar resten, hier tentoongesteld in het Oxford University Museum of Natural History, veel completer en gaver zijn, is C. oxoniensis beter geschikt als typesoort

Doordat de andere soorten die Owen benoemde op erg slecht en beperkt materiaal gebaseerd waren, of niet vergezeld werden door beschrijvingen, is Cetiosaurus medius traditioneel als de typesoort van het geslacht beschouwd. Reeds in 1888 echter gaf Richard Lydekker de veel beter bekende C. oxoniensis aan als de typesoort. Volgens de huidige regels moet daarentegen een van de soorten die in eerste instantie genoemd en beschreven zijn als typesoort gelden, in dit geval dus de in dezelfde publicatie van Owen voorkomende C. brachyurus, C. brevis, C. longus of C. medius.
In hun revisie uit 2003 van het geslacht Cetiosaurus stelden Paul Upchurch en John Martin echter dat al deze soorten ongeschikt waren. C. brachyurus, C. longus en C. medius waren slechts nomina dubia. Daaruit volgde, zo meenden zij, dat alleen C. brevis als typesoort in aanmerking kwam. Dit zou echter een grote taxonomische instabiliteit ten gevolge hebben. C. brevis was ondertussen bekend geraakt als Pelorosaurus, een mogelijke brachiosauride uit het Onder-Krijt. De naam Cetiosaurus was helemaal verbonden geraakt met C. oxoniensis, een veel basalere sauropode uit het middelste Jura. Daarom stelden ze vooralsnog C. oxoniensis de typesoort te maken. Dat konden ze echter niet op eigen gezag doen: daar was een beslissing voor nodig van de ICZN.
Toen echter in 2009 Upchurch en Martin samen met Michael P. Taylor daartoe een officieel verzoek indienden, bleken ze van opvatting veranderd. Ze erkenden nu dat volgens de regels het feit dat een soort een nomen dubium is, geen beletsel is dat ze de typesoort vormt. C. medius kon dus de typesoort zijn. Daarbij bleek Owen zelf in de publicatie al impliciet een keuze te hebben gemaakt: it is principally on these bones [i.e. die van C. medius], with others subsequently discovered and in the collection of Mr. Kingdon, that the characters of the Cetiosaurus were first determined ['het is in de eerste plaats op basis van deze beenderen, met andere die later ontdekt zijn, en [andere beenderen] in de verzameling van Mr. Kingdon, dat de kenmerken van de Cetiosaurus eerst bepaald zijn']. Volgens artikel 69.1.1 van de ICZN maakt dat C. medius tot de typesoort.
Volgens de verzoekers was er echter alle reden om C. oxoniensis ook boven C. medius te verkiezen. Het materiaal waarmee de naam C. medius is geassocieerd, is niet van één individu en mogelijk niet van één soort afkomstig, en het bevat nauwelijks diagnostische kenmerken: de fossielen zijn typisch zwaar verweerd. C. oxoniensis is gebaseerd op ten minste één redelijk volledig skelet, dat wél autapomorfieën, unieke onderscheidende kenmerken, bezit. Het verzoek werd door verschillende experts ondersteund en in 2014 besloot het ICZN overeenkomstig.

### Soortenlijst
De ingewikkelde naamgevingsgeschiedenis kan worden samengevat in een soortenlijst.
- Cetiosaurus hypoolithicus Owen, 1841: nomen nudum
- Cetiosaurus epioolithicus Owen, 1841: nomen nudum
- Cetiosaurus brachyurus Owen, 1842: nomen dubium
- Cetiosaurus longus Owen, 1842: nomen dubium; = Cetiosauriscus longus (Owen, 1842) McIntosh, 1990
- Cetiosaurus medius Owen, 1842: nomen dubium, typesoort van Cetiosaurus
- Cetiosaurus brevis Owen, 1842: geldige soort, non Cetiosaurus, = Cetiosaurus conybeari Melville, 1849; = Pelorosaurus conybearei (Melville, 1849) Mantell, 1850; = Pelorosaurus brevis (Owen, 1842) Huene, 1927
- Cetiosaurus giganteus Owen vide Huxley, 1870: nomen nudum
- Ceteosaurus oxoniensis Phillips, 1871: = Cetiosaurus oxoniensis Phillips, 1871
- Cetiosaurus oxoniensis Phillips, 1871: geldige soort
- Cetiosaurus glymptonensis Phillips, 1871: geldige soort, non Cetiosaurus; = Cetiosauriscus glymptonensis (Phillips, 1871) McIntosh, 1990, non Cetiosauriscus
- Cetiosaurus humerocristatus Hulke, 1874: geldige soort, non Cetiosaurus; = Ornithopsis humerocristatus (Hulke, 1874) Lydekker, 1889; = Pelorosaurus humerocristatus (Hulke, 1874) Sauvage, 1897; = Duriatitan humerocristatus (Hulke, 1874) Barrett, Benson & Upchurch, 2010
- Cetiosaurus rigauxi Sauvage, 1874: non Cetiosaurus, pliosauride materiaal
- Cetiosaurus philippsi Sauvage, 1880: status onzeker
- Cetiosaurus leedsi (Hulke, 1887) Woodward, 1905: nomen dubium; = Ornithopsis leedsii Hulke, 1887
- Cetiosaurus greppini (Huene, 1922) Huene, 1932: nomen dubium, = Ornithopsis greppini Huene, 1922
- Cetiosaurus mogrebiensis de Lapparent, 1955: geldige soort, non Cetiosaurus
- Cetiosaurus rugulosus (Owen, 1845) Steel, 1970: wellicht geldige soort, non Cetiosaurus, = Cardiodon Owen, 1841; = Cardiodon rugulosus Owen, 1845

## Beschrijving

### Algemene bouw en grootte

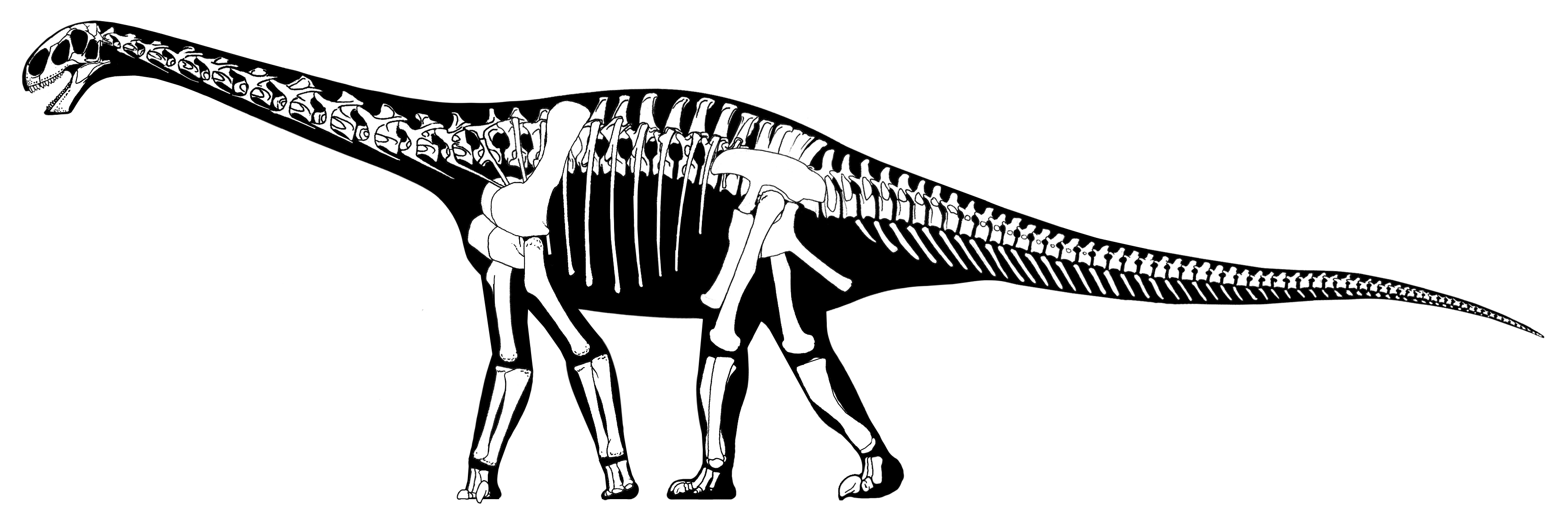
Een diagram van C. oxoniensis door Jaime Headden

Van alle soorten die nu nog onder Cetiosaurus worden gerangschikt, is alleen van C. oxoniensis materiaal van zodanige kwaliteit voorhanden dat er een enigszins betrouwbare beschrijving kan worden gegeven. Volgens Phillips was C. oxoniensis vierenzestig voet lang, dus negentien à twintig meter. Gezien het feit dat hij nog weinig van de bouw van sauropoden afwist — de eerste uitgebreidere gegevens daarover werden indertijd net uit Amerikaanse vondsten bekend — was dat een uitstekende inschatting die vrij dicht bij de huidige aansluit. In 2010 schatte Gregory S. Paul de lichaamslengte op zestien meter, het gewicht op elf ton. Een volumetrische studie uit 2016 kwam op een lagere minimumschatting uit van 5844 kilogram.
C. oxoniensis is een wat gedrongen vorm met een matig lange nek en een staart die niet bijzonder verlengd is. Toch is het geen plomp dier. De nek is vrij dun en van de tamelijk slanke ledematen zijn de voorpoten ongeveer even lang als de achterpoten, mede doordat de onderarm niet verkort is. De combinatie van kenmerken wijst erop dat C. oxoniensis een 'generalist' was, een dier dat zowel planten van de bodem als wat hogere begroeiing vrat.
Dat Cetiosaurus oxoniensis een tamelijk basale sauropode is, dus een die meer onder in de stamboom van de groep staat, blijkt onder andere uit de massieve botten, zonder veel luchtholten. Populair-wetenschappelijke boeken plachten echter het 'primitieve' karakter van de soort nogal te overdrijven. Tegenwoordig zijn veel basalere sauropoden bekend en blijkt Cetiosaurus in bouw niet zo te verschillen van latere vormen.

### Onderscheidende kenmerken
De oorspronkelijke beschrijving door Owen bevatte slechts kenmerken die sauropoden in het algemeen onderscheiden, geen eigenschappen waarin Cetiosaurus zich van andere sauropoden onderscheidt — wat niet zo vreemd is daar die in 1841 nog niet bekend waren en Owen zelf C. oxoniensis nog niet kon kennen.
In 2003 stelden Upchurch & Martin vijf autapomorfieën vast, unieke afgeleide eigenschappen, waarin C. oxonienis dus van zijn bekende verwanten afweek. De achterste halswervels en de voorste ruggenwervels hebben bovenop symmetrische lage doornuitsteeksels in de vorm van een piramide. Op alle doornuitsteeksels van de ruggenwervels is de richel tussen het doornuitsteeksel en de diapofyse, het bovenste ribgewricht, verloren gegaan — of wellicht versmolten met de richel die van het doornuitsteeksel naar het achterste gewrichtsuitsteeksel loopt. De achterste staartwervels hebben tongvormige uitlopers boven hun gewrichtsvlakken die een voortzetting vormen van de bodem van het ruggenmergkanaal. De chevrons, of onderste uitsteeksels, van de voorste staartwervels hebben schachten die aan hun uiteinden van voor naar achter afgeplat zijn in plaats van juist overdwars te versmallen. Het onderste uitsteeksel van het darmbeen waaraan het schaambeen bevestigd is, heeft op de buitenste zijkant van zijn basis een driehoekige uitholling, aan de bovenkant begrensd door een horizontale richel.

### Skelet

#### Schedel
Van de schedel is weinig bekend. In 2003 wezen Upchurch & Martin ook een bij Bletchingdon gevonden hersenpan, specimen OUMNH J13596, aan C. oxoniensis toe. In 2006 werd deze apart beschreven door Peter Malcolm Galton en Fabien Knoll. Twee kenmerken wijzen op een behoren tot de Eusauropoda: het in de lengterichting verkort zijn en het feit dat de lengteas van het bovenste slaapvenster overdwars loopt. een unieke eigenschap is dat de crista prootica niet naar achteren en bezijden uitloopt in een dunne beenplaat. Een alternatieve interpretatie dat het zou gaan om de hersenpan van een theropode, werd afgewezen.
Bij Bletchingdon werd ook een losse sauropodentand zonder wortel gevonden, specimen OUMNH J13597, die door Upchurch & Martin onder voorbehoud aan C. oxoniensis werd toegewezen. De tand is van het spatelvormige type, kort en breed met een afgeplatte bovenkant. De kroon is iets naar binnen gekromd. Anders dan de buitenzijde is de binnenzijde licht hol. Deze zijde heeft een verticale middenrichel. In de laatste twee eigenschappen verschilt de tand van Cardiodon.

#### Postcrania

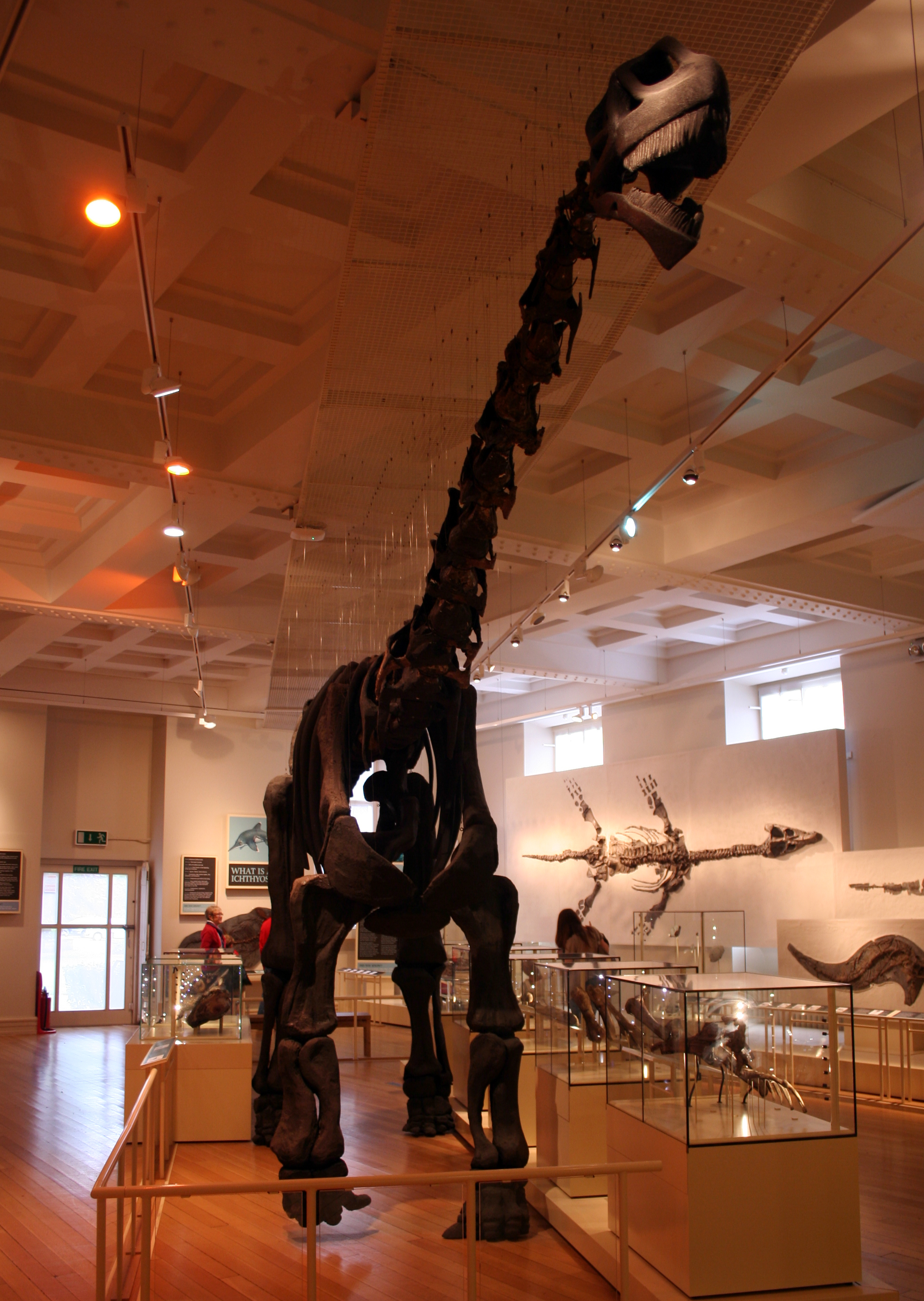
Skeletmodel van LCM G468.1968, de Rutland Dinosaur, in het New Walk Museum. Enkele elementen zijn authentiek

##### Wervelkolom
De halswervels hebben vrij lage doornuitsteeksels. Hun zijkanten zijn uitgehold door langwerpige pleurocoelen die niet, zoals bij latere sauropoden, door een richel onderverdeeld zijn in een voorste en achterste gedeelte. De achterkant van het wervellichaam is uitgehold en niet overdwars versmald. De onderkant is plat en glad zonder kiel. Bij de nekribben maken het tuberculum, de bovenste ribkop, en het capitulum, de onderste ribkop, een hoek ban minder dan negentig graden met elkaar, een afgeleid kenmerk. Het tuberculum heeft de vorm van een afgeplat uitsteeksel.
Het aantal ruggenwervels in de wervelkolom bedraagt minstens twaalf. De middelste ruggenwervels zijn vooraan licht bol, achteraan vrijwel plat, een basaal kenmerk. De achtervlakken zijn diep hol. Op de onderzijde hebben de ruggenwervels een richel in de lengterichting. Ze hebben diepe matig diepe pleurocoelen die nog gescheiden zijn door een tussenschot met een dikte van twee à drie centimeter. De uitlopers ervan dringen niet heel diep het wervellichaam binnen en bereiken de basis van de wervelboog niet. De wervelbogen zijn hoog en hebben een uitgeholde voorkant. De zijrichels die zo gevormd worden zijn robuust met een scherpe rand en ondersteunen de bases van de voorste gewrichtsuitsteeksels. Die laatste zijn vrij klein, liggen nauw bijeen en hebben vlakke, iets naar binnen en boven gerichte gewrichtsfacetten. De hoge wervelboog bevat een extra ruggenmergholte boven het ruggenmergkanaal. Bij althans sommige wervels bevindt zich op de posities waar bij andere sauropoden zulk een holte via openingen met de buitenzijden is verbonden, diepe putten die echter gescheiden zijn door een tussenschot. Upchurch & Martin vermoedden dat in de reeks zich ook wervels bevonden met een volledige opening. Zoals gebruikelijk loopt erachteraan een verticale richel naar de bovenkant van het bovenste ribgewricht, de diapofyse; deze richels splijt van onderen niet, zoals bij sommige latere sauropoden wel gebeurt. Vanuit het onderste ribgewricht, de parapofyse, loopt geen richel naar achteren, een basaal kenmerk. Overigens zijn de zijkanten van de wervels vrij glad, zonder de zeer complexe ornamentering die latere vormen kenmerkt; dit kan echter ook een gevolg zijn van een verwering van de fossielen. De zijuitsteeksels gaan van voor naar achter in de reeks steeds verder omhoog staan. Ze hebben van bezijden bezien een driehoekige doorsnede met een horizontaal onderprofiel dat een recht vlak vormt tussen de voorste en achterste gewrichtsuitsteeksels en een top die overeenkomt met de richel naar de diapofyse. De achterste gewrichtsuitsteeksels raken elkaar in het midden en hun gewrichtsvlakken zijn iets naar beneden en buiten gericht. Althans bij de middelste ruggenwervels lopen aan de zijkanten van de achterste wervelboog richels naar de basis van een hyposfeen, een secundair gewricht. Dit heeft van achteren bezien en driehoekig gewrichtsvlak. Het voorkomen van een hyposfeen doet vermoeden dat zich er aan de voorkant een overeenkomend hypantrum moet hebben bevonden, de oorspronkelijke toestand bij de Saurischia, maar dat is nog niet aangetroffen.
Bij de doornuitsteeksels boven op de wervels lijken er twee typen aanwezig te zijn. Die van de achterste halswervels en de voorste ruggenwervels hebben op hun hoeken robuuste richels naar beneden lopen die aan de voorkant en de achterkant ongeveer even hoog zijn. Daartussen zijn de vlakken doornuitsteeksels wat uitgehold; het geheel resulteert in een piramidevorm. Bij andere sauropoden met een gelijkende morfologie zijn de voorste richels minder opvallend zodat de bouw veel minder symmetrisch is. De symmetrie zagen Upchurch & Martin als een uniek kenmerk van Cetiosaurus. De meer naar achteren liggende ruggenwervels hebben bij Cetiosaurus wel doornuitsteeksels waar de voorste richels meer afgevlakt zijn. Deze processus spinosi van het tweede type zijn hoger en overdwars breder; ze missen de voorste en achterste uithollingen en die aan de zijkanten zijn bovenaan iets naar voren gericht. Hun achterste hoekrichels splijten aan de onderkant niet, zoals wel vaak bij latere sauropoden. Richels op de middenlijn vóór en achter het doornuitsteeksel ontbreken, evenals een richel die van het doornuitsteeksel naar de diapofyse loopt.
De sacrale wervels zijn van voor naar achteren afgeplat. Ze hebben geen pleurocoelen of putten in de zijkanten. Ze hebben een vrij groot ruggenmergkanaal met een horizontale doorsnede van twee à drie centimeter en een gladde, overdwars licht bolle, onderkant.
Het aantal staartwervels bedraagt rond de zestig. De staartwervels zijn massief gebouwd, zonder pleurocoelen of diepe uithollingen aan de onderkant. Hun wervellichamen zijn amficoel: hol afgevlakt aan beide uiteinden, waarbij echter soms het voorste vlak minder diep is. De middelste staartwervels hebben boven aan het voorste facet een tongvormig uitsteeksel, een uitloper van de bodem van het ruggenmergkanaal. Dit is een uniek kenmerk binnen de Sauropoda. De wervels zijn ingesnoerd; dit wordt sterker naar het midden van de reeks. De voorste staartwervels hebben een nauwe groeve op de middenlijn van hun onderkant; deze wordt ondieper bij meer achterliggende wervels. De zijkanten zijn hol van voren naar achteren en bol van boven naar beneden. Ze gaan geleidelijk in de onderkant over. Bij de overgang tussen de voorste en middelste staartwervels is er een reeks vertebrae die een horizontale richel op de zijkant toont op ongeveer twee derden van de hoogte. De wervelbogen zijn vrij hoog en bij de voorste staartwervels vooraan op het wervellichaam gelegen; verderop in de reeks schuiven ze wat meer naar achteren. De lange en slanke voorste gewrichtsuitsteeksels zijn naar voren en een beetje omhoog gericht; ze reiken tot voorbij de voorste rand van het wervellichaam. Hun gewrichtsfacetten zijn iets naar het midden en boven gericht. De achterste gewrichtsuitsteeksels zijn gereduceerd tot een iets toegeknepen botoppervlak aan de achterste basis van het doornuitsteeksel. De doornuitsteeksels zijn slecht bekend; ze hebben vermoedelijk een licht verbrede achterrand. Ook de slecht bewaarde zijuitsteeksels alten geen speciale bouw zien.
Onder aan de staartwervels bevinden zich gepaarde haemaalbogen die samen een chevron vormen. Een aantal daarvan is bekend van de voorste staartwervels. Bij Cetiosaurus raken de bases van het boogpaar elkaar, een basaal kenmerk. De bogen maken met hun wervel contact via gescheiden facetten aan de achterkant ervan. Zij zijn van daaruit vrij sterk naar achteren gericht en naderen elkaar zodat de typische chevronvorm ontstaat. De haemaalbogen hebben de vorm van vrij rechte staven met een lichte opwaartse kromming die na een kwart tot een derde van hun lengte elkaar raken en meer naar het uiteinde toe vergroeien waarbij over zekere afstand nog een beennaad zichtbaar is, eerst in de vorm van een groeve, verderop overgaand in een richel met een driehoekige dwarsdoorsnede. De vergroeiing is overdwars breed en van voor naar achter afgeplat. Het geheel eindigt zo in een afgeronde stompe punt, terwijl bij latere sauropoden deze structuur juist overdwars afgeplat is met de vorm van een verticale plaat. Bij de chevrons van de middenstaart, die meer verticaal staan, is de punt wel overdwars afgeplat en mist de middenrichel.

##### Ledematen

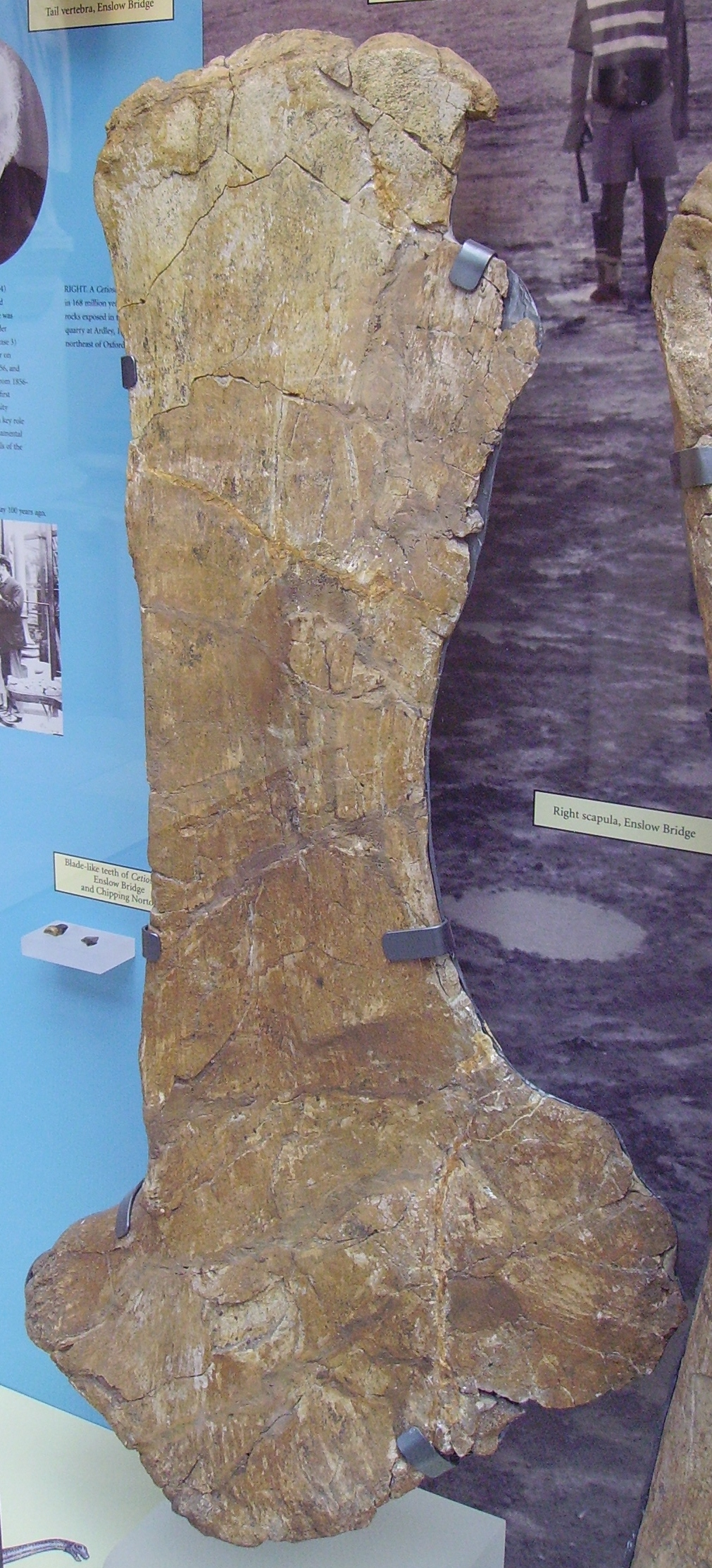
Het rechterschouderblad

Het schouderblad is onderaan verbreed met aan de voorkant een naar boven gericht uitsteeksel, een robuuste processus acromialis. De verbreding heeft aan de buitenste zijkant een diepe uitholling, van achteren begrensd door een verticale richel. Het oppervlak achter deze richel is bol, terwijl het bij de meeste latere sauropoden hol is. Het schoudergewricht is naar achteren en beneden gericht, niet iets naar binnen. De onderste naad van het schouderblad staat bol naar buiten in plaats van afgeplat te zijn met lengtegroeven. De onderste binnenkant is licht bol en iets verruwd; het geleidelijk verbredende en van boven naar beneden sterk krommende bovenblad is aan die zijde glad, zonder uitsteeksels. Naar de bovenkant toe wordt het blad iets dunner. Op de grens van het bovenblad en de onderste verbreding bevindt zich een verticale richel.
Het ravenbeksbeen, het onderste deel van de schoudergordelhelft, is een robuust bot, sterk bol aan de buitenzijde en hol aan de binnenzijde. De beenplaat is het dikst bij het schoudergewricht waarvan het ravenbeksbeen de onderkant vormt. Het gewrichtsfacet wordt aan de binnenkant begrensd door een lage afgeronde richel. De plaat wordt op de helft van zijn hoogte en iets naar voren toe doorboord door een opening, het foramen coracoideum. Het ravenbeksbeen als geheel is min of meer rond in plaats van rechthoekig van vorm zoals bij vele latere sauropoden.
De borstbeenderen bestaan uit langwerpige ovale platen met de grootste lengte parallel aan de lichaamsas. De beenplaten zijn het dikst aan de voorste rand en de buitenste zijrand. De borstbeenderen hebben geen zijwaarts uitstekende achterste lob, van de rest gescheiden door een inkeping, zoals Titanosauriformes vaak wel bezitten. Het bovenvlak is wat hol in de lengterichting en bol overdwars wat resulteert in een zadelvormig oppervlak. Dit wordt gebroken door een lage bult vooraan die echter niet naar achteren in een richel uitloopt. Het borstbeen is relatief klein met lengte die zesenveertig procent van die van het opperarmbeen bedraagt. Facetten voor mogelijke sternale ribben zijn niet zichtbaar.

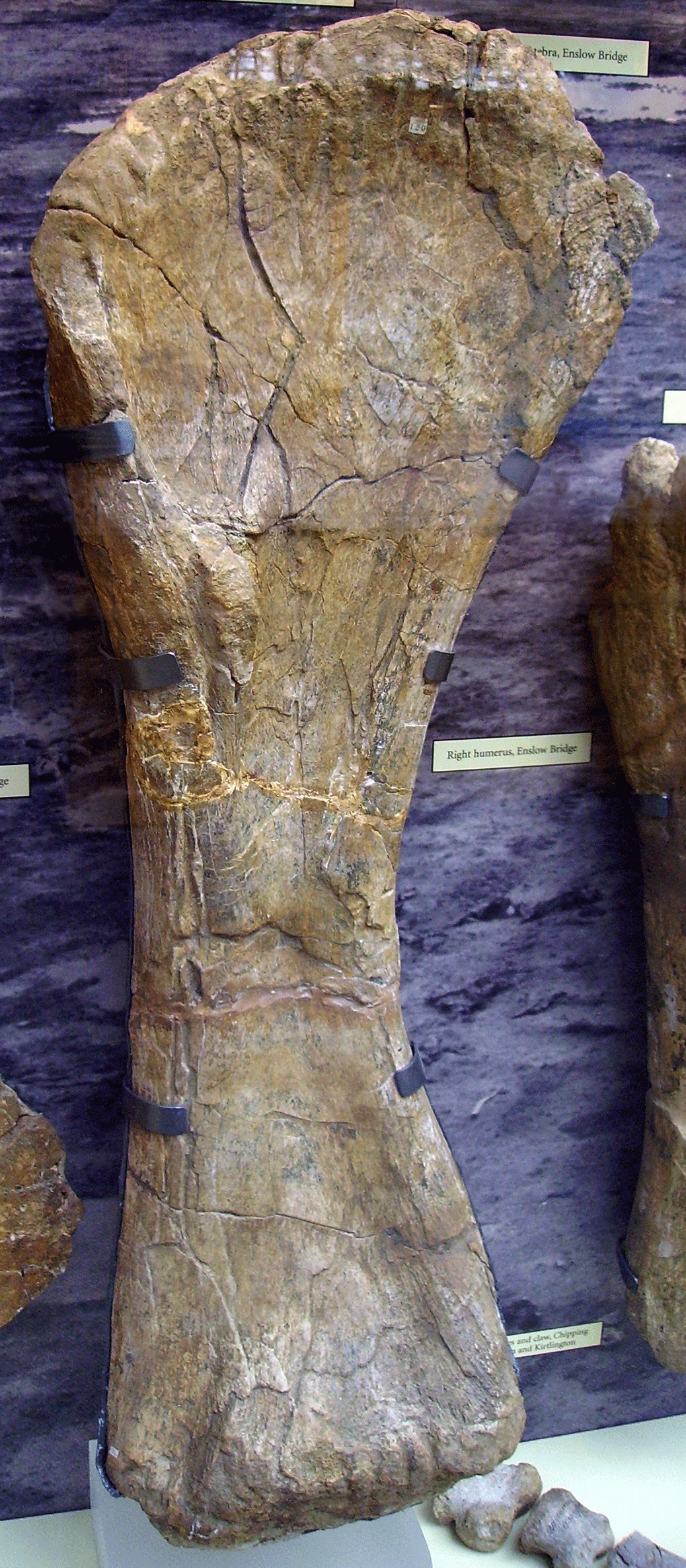
Het rechteropperarmbeen

Het opperarmbeen heeft een afgeronde bovenrand, die dus niet recht is afgeschuind zoals bij de Titanosauriformes. Op de achterzijde van de bovenkant loopt een verticale richel naar beneden die op ongeveer een derde van de hoogte van de schacht daar volledig mee versmelt. De voorste bovenkant is licht hol en wordt aan de buitenzijde begrensd door de basis van de crista deltopectoralis, de beenkam die de aanhechting vormt voor de belangrijkste armspieren. Van deze kam is het hoogste punt wat naar binnen gewikkeld, een afgeleid kenmerk dat ook bij titanosauriërs voorkomt. De kam houdt een stuk boven het midden van de schacht op. Het middengedeelte van de schacht heeft een elliptische doorsnede met de korte as naar voren gericht. De fossa anconea, de holle welving tussen de beenstijlen van de achterste onderkant, is goed ontwikkeld, aan beide zijden begrensd door lage verticale afgeronde richels. De binnen- en buitenzijde van de onderste schacht bollen van voor naar achteren. De onderste gewrichtsknobbels die contact maken met de onderarm, zijn laag en verruwd, een teken dat ze bedekt waren met dikke kraakbeenkappen.
Op de bovenkant van de ellepijp, het belangrijkste bot van de onderarm, vormt achteraan de processus olecrani, de aanhechting voor de musculus triceps brachii, de bij sauropoden gebruikelijke lage verheffing. Vooraan is de bovenkant gescheiden in twee uitsteeksels, aan de binnenkant en de buitenkant, die de bovenkant van het spaakbeen omvatten. Bij het binnenste uitsteeksel is het raakvlak vrij glad, zonder de uitholling die vele latere sauropoden kenmerkt. De bovenkant als geheel is aan de binnenkant licht bol en aan de buitenkant vlak. De schacht van de ellepijp is halverwege haar lengte, op haar smalste punt, driehoekig in doorsnede. In zijaanzicht buigt de ellepijp middenin iets naar voren. Naar onderen toe verbreedt de schacht weer en begint zich een verticale richel te vormen in de buitenste voorste hoek. deze opvallende kam was vermoedelijk de aanhechting voor een kapsel dat ook de onderkant van de ellepijp met een overeenkomende richel op het spaakbeen verbond; bij de onderarm zal zo niet veel rotatie om de as mogelijk geweest zijn. Door deze kam wordt de doorsnede min of meer rechthoekig. De verbrede onderkant van de ellepijp eindigt in een licht bol en verruwd gewrichtsvlak met de pols, dat iets naar achteren gericht is. De verruwing duidt op de aanwezigheid van een dikke kraakbeenkap om de krachten bij het lopen op te vangen.
De middenhandsbeenderen of metacarpalia hebben vlakke bovenste uiteinden met een driehoekige doorsnede. Op het bovenste buitenste zijvlak bevindt zich bij de binnenste metacarpalia een gegroefde uitholling, het raakvlak met het meer naar buiten gelegen middenhandsbeen. Dit duidt er sterk op dat de middenhandsbeenderen, zoals bij alle Eusauropoda, verticaal naast elkaar stonden in een U-vormige boog. De onderste uiteinden van de metacarpalia zijn sterk overdwars verbreed en eindigden in twee gewrichtsknobbels, van elkaar gescheiden door een wijde maar ondiepe groeve. De geschatte lengte van de middenhand is zo'n dertig centimeter wat betekent dat zij dertig procent van de lengte heeft van de onderarm. De sterk verlengde middenhand van de Camarasauromorpha ontbreekt dus.
In het bekken is het darmbeen een lage, halvemaanvormige, structuur. Het voorblad ervan heeft een aan de bovenzijde afgerond, min of meer driehoekig, profiel dat uitloopt in een vrij scherpe punt waar dit de licht holle en overdwars smalle en afgeronde onderrand raakt. Dit gedeelte steekt tamelijk recht naar voren uit, zelfs iets naar binnen gericht, zonder naar buiten uit te waaieren zoals bij de Neosauropoda. Het blad van het darmbeen als geheel is aan de buitenzijde van voor naar achteren licht hol; de bovenrand is sterk bol. Aan de voorste onderrand bevindt zich een robuust uitsteeksel, rond in doorsnede, dat dient als aanhechting voor het schaambeen. Dit uitsteeksel heeft aan de onderste buitenzijde een ondiepe driehoekige uitholling. De bovenzijde daarvan wordt gevormd door een horizontale richel die vanaf de onderzijde van het voorblad naar de voorkant van het heupgewricht loopt. Deze situatie is een uniek kenmerk van C. oxoniensis. Het zich achter het heupgewricht bevindende aanhangsel voor het zitbeen is kort en robuust. Een lijn getrokken tussen de raakvlakken met het schaambeen en het zitbeen zou bijna het onderste punt van het achterblad raken in plaats van er ver onderdoor te gaan; een dergelijke mate van reductie van het zitbeenaanhangsel is een afgeleid kenmerk. Er is aan de buitenzijde van het achterblad — Upchurch & Martin waren wegens de aard van de opstelling niet in staat de binnenkant te inspecteren — geen welving zichtbaar die zou wijzen op het bezit van een groeve voor de aanhechting van de musculus caudofemoralis brevis, een spier tussen de staartbasis en het darmbeen, maar die structuur ontbreekt dan ook bij de sauropoden.
De precieze positie van het schaambeen en het zitbeen binnen het bekken van C. oxoniensis was eerst wat onduidelijk doordat Philips in 1871 deze elementen in een reconstructie binnenstebuiten draaide zodat ze elkaar horizontaal raakten met de takken die in feite omhoog staken richting darmbeen. Het schaambeen is kort en robuust en buigt wat bol naar binnen, terwijl het tegelijk hol naar boven kromt. De lengte is ongeveer gelijk aan die van het zitbeen. Net onder de bovenkant is de voorrand wat ruw maar een haakvormig uitsteeksel voor de aanhechting van de musculus ambiens ontbreekt. Het raakvlak met het darmbeen is ruw en toont tekenen van versmelting. Daarachter wordt de voorrand van het heupgewricht gevormd door een breed en glad oppervlak. Daar weer onder ligt de tak die contact maakt met het zitbeen; deze tak wordt doorboord door een foramen pubicum in de vorm van een staande ellips waarvan het korte kanaal schuin omhoog en naar binnen gericht is. Het raakvlak met het zitbeen, waarvan de lengte door beschadigingen slechts kan worden bepaald door de hoogte van het overeenkomende facet op dit element, was vermoedelijk tamelijk smal met zo'n achtentwintig procent van de schaambeenhoogte, een relatief basaal kenmerk. Overdwars is de doorsnede van het schaambeen zoals bij de meeste sauropoden kommavormig met de naar buiten verbrede dikke rand aan de voorkant. De schacht is nauwelijks om zijn lengteas gedraaid en verbreedt in zijaanzicht geleidelijk naar onderen toe. Het uiteinde is plotser verbreed, zowel naar voren toe waar een afgerond uitsteeksel gevormd wordt, als overdwars waar vooral de buitenste zijrand verdikt is. De onderkant van het uiteinde heeft een bollend en ruw oppervlak.
Het zitbeen heeft met het darmbeen een bol raakvlak in de vorm van een ellips waarvan de lange as in de lengterichting van het lichaam ligt. Bij de onderkant van de schacht loopt er aan de bovenzijde van de voorste helft een opvallende groeve welke in een binnenste en buitenste helft verdeeld is door een verruwing in de lengterichting. Deze groeve fungeerde vermoedelijk als aanhechting voor de musculus flexor tibialis internus III, een spier die het scheenbeen hief. De schacht van het zitbeen toont geen draaiing om de lengteas om beter bij zijn tegenhanger aan te sluiten, zoals bij meer afgeleide sauropoden vaak wel het geval is. De schacht is licht naar boven gekromd; het punt dat het hoofdlichaam raakt is zo naar de onderzijde van het heupgewricht gericht. Het is niet bekend of het uiteinde van de schacht verbreed is.

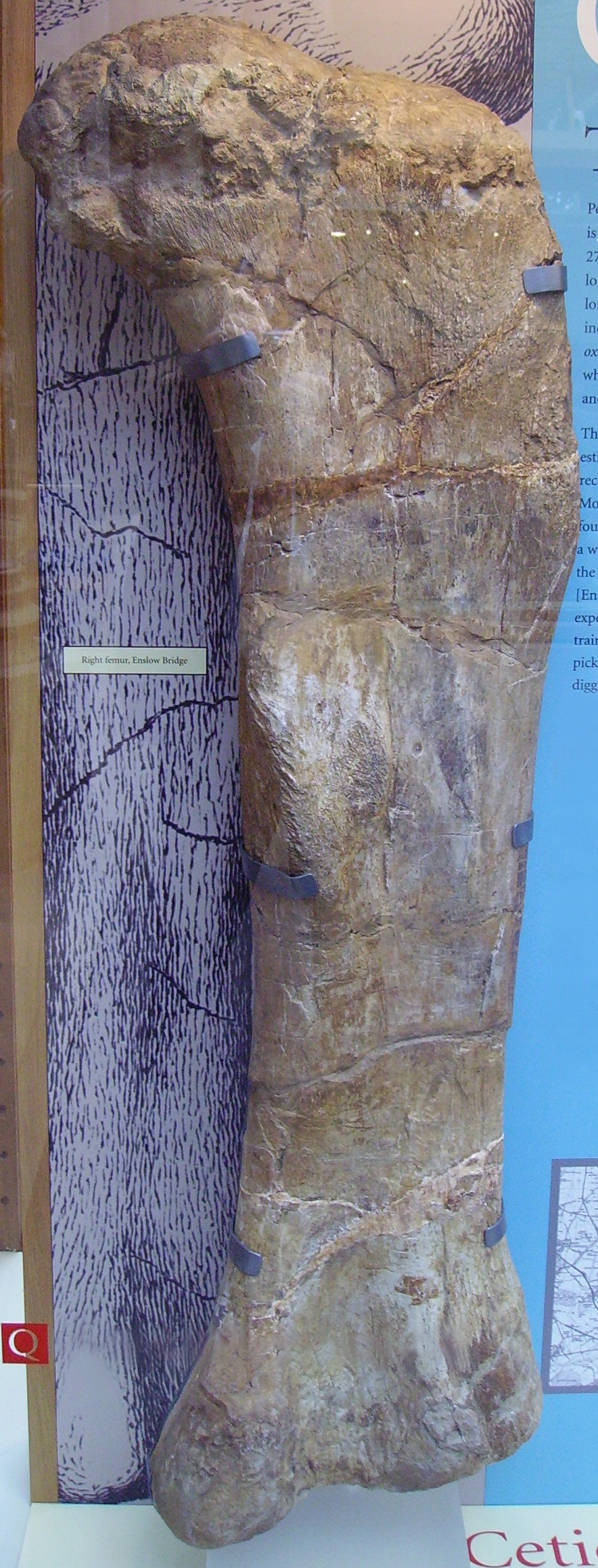
Het rechterdijbeen schuin van achteren en buiten bezien

Het dijbeen heeft de algemene sauropode vorm met een rechte schacht die in de lengterichting van het lichaam afgeplat is, een dijbeenkop zonder afgetekende nek, een ontbrekende trochanter minor op de voorste bovenkant en een vierde trochanter die niet meer is dan een lage richel op de achterkant van de schacht. Een basaal kenmerk is het ontbreken van de verdikking aan de bovenste buitenkant. Een afgeleid kenmerk daarentegen is dat de vierde trochanter op de binnenste bovenhelft is gelegen. Iets ten voren van de vierde trochanter bevindt zich op de binnenzijde van de schacht een ondiepe uitholling waarvan het oppervlak verticaal gegroefd is. Tussen beide gewrichtsknobbels aan de onderzijde van het dijbeen, waarvan de buitenste aan de kant van het kuitbeen de kleinste is, ligt een diepe groeve. De buitenste knobbel heeft de bij dinosauriërs gebruikelijke verticale groeve op de achterste buitenzijde. De binnenste knobbel heeft aan de binnenzijde een vlak oppervlak dat iets naar boven gericht is en verticaal gegroefd.
Het scheenbeen heeft ongeveer achtenvijftig procent van de lengte van het dijbeen, wat binnen de normale variatie van de sauropoden valt. Het boveneinde is sterk verbreed en is overdwars afgeplat; dat laatste is een basaal kenmerk: bij latere sauropoden is de doorsnede typisch cirkelvormig. De buitenkant van de bovenzijde steekt naar onderen toe opvallend uit waarbij een richel gevormd wordt met een afhangende punt die weer geleidelijk in de schacht overloopt; op ongeveer een kwart van de scheenbeenlengte is zij daarmee volledig versmolten. De crista cnemialis, de kam aan de bovenkant die dient ter aanhechting van spieren die het onderbeen strekken, is een kleine stevige beenplaat die nogal zijwaarts naar buiten uitsteekt, een afgeleid kenmerk. Op deze kam bevindt zich een diepe verticale groeve die de achterste buitenkant ervan scheidt van een richel op de bovenste buitenzijde. De schacht van het scheenbeen is ongeveer rond in doorsnede; de achterste buitenzijde is meer afgeplat. De onderzijde van het scheenbeen is verbreed, zowel van voor naar achteren als, in sterkere mate, overdwars; dit laatste is de oorspronkelijke toestand bij de sauropoden. De oplopende beenstijl aan de binnenzijde, de malleolus medialis, loopt verder naar beneden en achteren door dan die aan de buitenzijde, de malleolus lateralis, maar is desalniettemin in omvang beperkt, een afgeleid kenmerk. Er loopt tussen beide beenstijlen een verticale groeve aan de buitenste achterzijde van het scheenbeen. De onderste voorzijde van het scheenbeen heeft een breed en laag driehoekig facet.
Het kuitbeen heeft de typische sauropode vorm met een lange slanke schacht en een overdwars afgeplat boveneinde. Dat boveneinde heeft aan de binnenkant een brede driehoekige verruwing waar het het scheenbeen raakt, een afgeleid kenmerk. Op ongeveer een derde van de bovenkant bevindt zich op de binnenste voorrand een gegroefde verdikking. Bij het onderste deel vormt de voorkant een scherpe rand terwijl de tegenovergelegen achterrand dikker en meer afgerond is. Het vlak van de onderkant is bol en aan de binnenzijde verbreed.

## Fylogenie
Owen had oorspronkelijk geen duidelijk beeld van de verwantschappen van Cetiosaurus, buiten dat het een groot reptiel was dat door zijn collegae aldus meestal in de Sauria gerangschikt werd. Dat het een dinosauriër was, besefte hij niet. In 1859 plaatste Owen het nog in de Crocodilia. Hij zag het aldus als een roofdier en had er tot die tijd nog geen idee van dat het een langnekkige planteneter betrof. In 1861 herkende hij echter de verwantschap met andere sauropode vormen en maakt hij het een lid van de Opisthocoelia; het begrip Sauropoda bestond nog niet.
Toen Cetiosaurus eenmaal als een sauropode herkend was, deed de vraag zich voor met welke Sauropoda hij dan het meest verwant was. Meestal zag men hem als een vertegenwoordiger van een groep oude en 'primitieve' vormen waarvoor Richard Lydekker in 1888 het begrip Cetiosauridae schiep.
Exact cladistisch onderzoek op het eind van de twintigste eeuw wees uit dat de vermeende cetiosauriden in feite niet direct aan elkaar verwant waren. De analyses laten zien dat Cetiosaurus oxoniensis tot de Eusauropoda behoort en zich of in de basis van de Neosauropoda bevindt of net buiten die klade. De soort is dus niet zeer bijzonder basaal of 'primitief'.
Een kladogram dat een mogelijke positie van Cetiosaurus oxoniensis in de stamboom toont is, het volgende.
|  | Lessemsaurus |
|  |              |
|  | Antetonitrus |
|  |              |

|         | Shunosaurus                                                  |
|         |                                                              |
|         | Patagosaurus                                                 |
|         |                                                              |
|         | Omeisaurus                                                   |
|         |                                                              |
|         | Mamenchisaurus                                               |
|         |                                                              |
|         | Barapasaurus                                                 |
|         |                                                              |
| unnamed | \| \| Cetiosaurus \| \| \| \| \| \| Neosauropoda \| \| \| \| |
|         | \| \| Cetiosaurus \| \| \| \| \| \| Neosauropoda \| \| \| \| |
|         | Cetiosaurus                                                  |
|         |                                                              |
|         | Neosauropoda                                                 |
|         |                                                              |

|  | Cetiosaurus  |
|  |              |
|  | Neosauropoda |
|  |              |

|         | Shunosaurus                                                  |
|         |                                                              |
|         | Patagosaurus                                                 |
|         |                                                              |
|         | Omeisaurus                                                   |
|         |                                                              |
|         | Mamenchisaurus                                               |
|         |                                                              |
|         | Barapasaurus                                                 |
|         |                                                              |
| unnamed | \| \| Cetiosaurus \| \| \| \| \| \| Neosauropoda \| \| \| \| |
|         | \| \| Cetiosaurus \| \| \| \| \| \| Neosauropoda \| \| \| \| |
|         | Cetiosaurus                                                  |
|         |                                                              |
|         | Neosauropoda                                                 |
|         |                                                              |

|  | Cetiosaurus  |
|  |              |
|  | Neosauropoda |
|  |              |

|         | Shunosaurus                                                  |
|         |                                                              |
|         | Patagosaurus                                                 |
|         |                                                              |
|         | Omeisaurus                                                   |
|         |                                                              |
|         | Mamenchisaurus                                               |
|         |                                                              |
|         | Barapasaurus                                                 |
|         |                                                              |
| unnamed | \| \| Cetiosaurus \| \| \| \| \| \| Neosauropoda \| \| \| \| |
|         | \| \| Cetiosaurus \| \| \| \| \| \| Neosauropoda \| \| \| \| |
|         | Cetiosaurus                                                  |
|         |                                                              |
|         | Neosauropoda                                                 |
|         |                                                              |

|  | Cetiosaurus  |
|  |              |
|  | Neosauropoda |
|  |              |

|         | Shunosaurus                                                  |
|         |                                                              |
|         | Patagosaurus                                                 |
|         |                                                              |
|         | Omeisaurus                                                   |
|         |                                                              |
|         | Mamenchisaurus                                               |
|         |                                                              |
|         | Barapasaurus                                                 |
|         |                                                              |
| unnamed | \| \| Cetiosaurus \| \| \| \| \| \| Neosauropoda \| \| \| \| |
|         | \| \| Cetiosaurus \| \| \| \| \| \| Neosauropoda \| \| \| \| |
|         | Cetiosaurus                                                  |
|         |                                                              |
|         | Neosauropoda                                                 |
|         |                                                              |

|  | Cetiosaurus  |
|  |              |
|  | Neosauropoda |
|  |              |

|  | Lessemsaurus |
|  |              |
|  | Antetonitrus |
|  |              |

|         | Shunosaurus                                                  |
|         |                                                              |
|         | Patagosaurus                                                 |
|         |                                                              |
|         | Omeisaurus                                                   |
|         |                                                              |
|         | Mamenchisaurus                                               |
|         |                                                              |
|         | Barapasaurus                                                 |
|         |                                                              |
| unnamed | \| \| Cetiosaurus \| \| \| \| \| \| Neosauropoda \| \| \| \| |
|         | \| \| Cetiosaurus \| \| \| \| \| \| Neosauropoda \| \| \| \| |
|         | Cetiosaurus                                                  |
|         |                                                              |
|         | Neosauropoda                                                 |
|         |                                                              |

|  | Cetiosaurus  |
|  |              |
|  | Neosauropoda |
|  |              |

|         | Shunosaurus                                                  |
|         |                                                              |
|         | Patagosaurus                                                 |
|         |                                                              |
|         | Omeisaurus                                                   |
|         |                                                              |
|         | Mamenchisaurus                                               |
|         |                                                              |
|         | Barapasaurus                                                 |
|         |                                                              |
| unnamed | \| \| Cetiosaurus \| \| \| \| \| \| Neosauropoda \| \| \| \| |
|         | \| \| Cetiosaurus \| \| \| \| \| \| Neosauropoda \| \| \| \| |
|         | Cetiosaurus                                                  |
|         |                                                              |
|         | Neosauropoda                                                 |
|         |                                                              |

|  | Cetiosaurus  |
|  |              |
|  | Neosauropoda |
|  |              |

|         | Shunosaurus                                                  |
|         |                                                              |
|         | Patagosaurus                                                 |
|         |                                                              |
|         | Omeisaurus                                                   |
|         |                                                              |
|         | Mamenchisaurus                                               |
|         |                                                              |
|         | Barapasaurus                                                 |
|         |                                                              |
| unnamed | \| \| Cetiosaurus \| \| \| \| \| \| Neosauropoda \| \| \| \| |
|         | \| \| Cetiosaurus \| \| \| \| \| \| Neosauropoda \| \| \| \| |
|         | Cetiosaurus                                                  |
|         |                                                              |
|         | Neosauropoda                                                 |
|         |                                                              |

|  | Cetiosaurus  |
|  |              |
|  | Neosauropoda |
|  |              |

|         | Shunosaurus                                                  |
|         |                                                              |
|         | Patagosaurus                                                 |
|         |                                                              |
|         | Omeisaurus                                                   |
|         |                                                              |
|         | Mamenchisaurus                                               |
|         |                                                              |
|         | Barapasaurus                                                 |
|         |                                                              |
| unnamed | \| \| Cetiosaurus \| \| \| \| \| \| Neosauropoda \| \| \| \| |
|         | \| \| Cetiosaurus \| \| \| \| \| \| Neosauropoda \| \| \| \| |
|         | Cetiosaurus                                                  |
|         |                                                              |
|         | Neosauropoda                                                 |
|         |                                                              |

|  | Cetiosaurus  |
|  |              |
|  | Neosauropoda |
|  |              |